# Paul Lorenz (Tänzer)

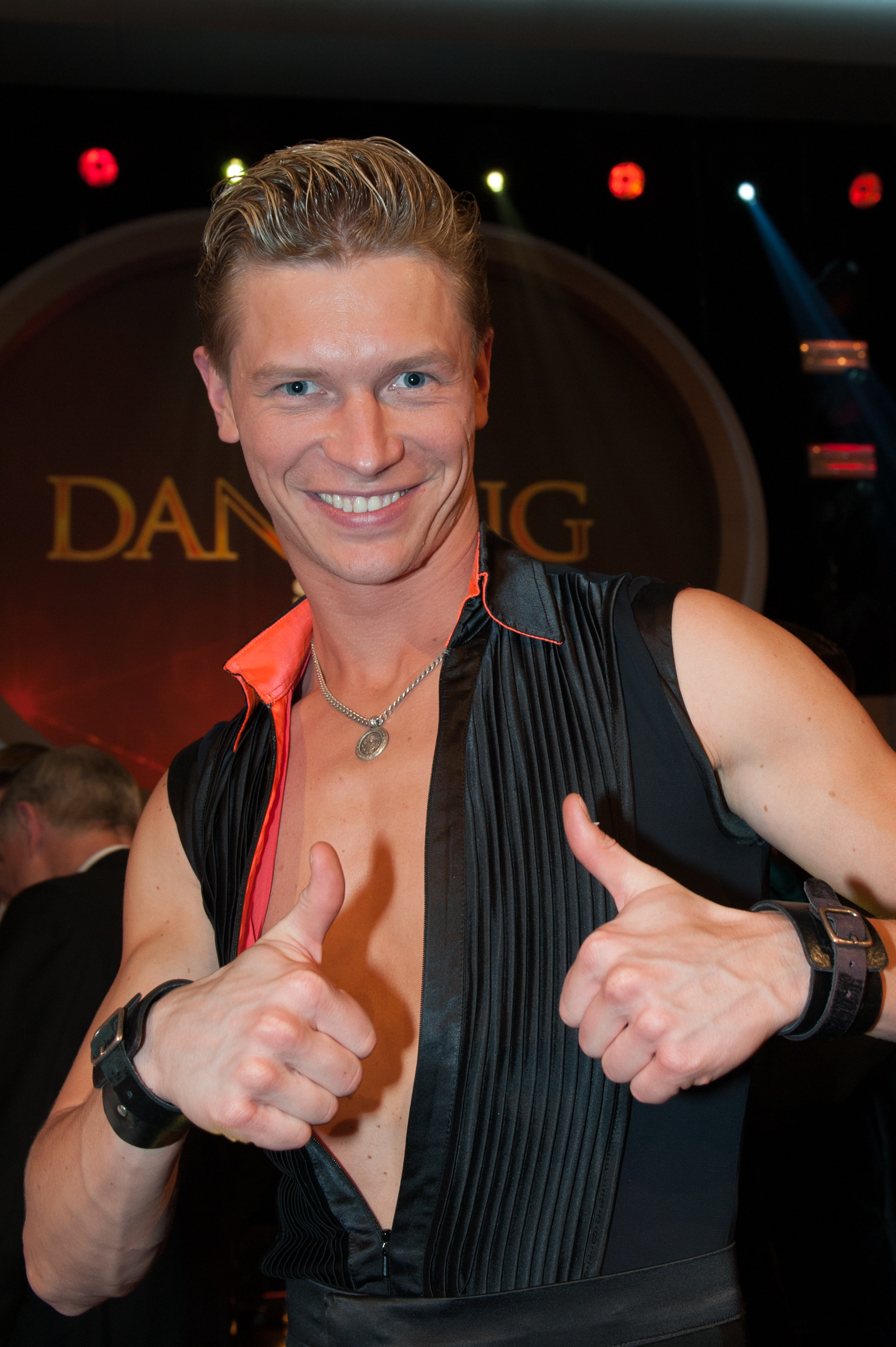
Paul Lorenz (2016)

Paul Lorenz (* 17. Februar 1987 in Wolgograd, Russische SFSR, UdSSR) ist ein russisch-deutscher Profitänzer und Tanzsporttrainer.

## Leben
Lorenz kam im Alter von 12 Jahren mit seiner Familie nach Deutschland. Er entdeckte sein Interesse für den Tanzsport als Schüler. Mit dem Turniersport in den Sparten Standard und Latein begann er Anfang des 21. Jahrhunderts. Von September 2008 bis August 2014 tanzte er mit Ekaterina Leonova in der Hauptgruppe S-Standard und -Latein. Das Paar startete für Art of Dance in Köln. Seine neue Partnerin wurde Yulia Spesivtseva, mit der er zum Deutschen Professional Tanzsportverband wechselte. Lorenz war von 2005 bis 2013 Mitglied des Bundeskaders des Deutschen Tanzsportverbandes, zuletzt des B-Kaders.
Paul Lorenz studierte an der Deutschen Sporthochschule Köln und schloss sein Studium 2013 mit dem Bachelor of Arts in Sportmanagement und Sportkommunikation ab. 2015 nahm er an der achten Staffel der RTL-Tanzshow Let’s Dance teil und schied mit seiner Tanzpartnerin Katja Burkard in der siebten Folge zunächst aus. Nachdem sich Ralf Bauer krankheitsbedingt aus der Sendung zurückgezogen hatte, bestritt das Paar auch die achte Folge, schied an deren Ende aber erneut aus. 2016 nahm er an der zehnten Staffel der ORF-Tanzshow Dancing Stars als Tanzpartner der österreichischen Schauspielerin und Kabarettistin Nina Hartmann teil. 2024 war er erneut Tänzer bei Let’s Dance.
| Staffel (Jahr) | Partner       | Platzierung |
| -------------- | ------------- | ----------- |
| 08 (2015)      | Katja Burkard | 07.         |
| 17 (2024)      | Eva Padberg   | 12.         |

| Staffel (Jahr) | Partner       | Platzierung |
| -------------- | ------------- | ----------- |
| 10 (2016)      | Nina Hartmann | 07.         |

## Erfolge
- 1. Platz WDC-Weltmeisterschaft Kür Standard 2015[6]
- 1. Platz IDSF Rising Star Standard, DanceComp Wuppertal, 2010
- 2. Platz Amateur Rising Star Standard, German Open Championships Stuttgart, 2010
- 1. Platz WDSF International Open Standard, Blaues Band der Spree, 2013
- 3. Platz WDC German Open Championships 2013